# Universidade Suffolk
A Universidade de Suffolk (em inglês:  Suffolk University) é uma universidade privada localizada na cidade de Boston, no estado de Massachusetts, EUA. Fundada em 1906, a universidade possui aproximadamente sete mil estudantes em tempo integral, entre os campus em Boston.